# Mickaël Colloredo
Mickaël Collorédo est un footballeur français né le 16 septembre 1980 à Lyon 4e. Il évolue au poste d'attaquant.

## Biographie
Formé à l'Olympique lyonnais, il évolue ensuite avec l'équipe réserve. Lors de la saison 2000-2001, il termine deuxième de son groupe de CFA, remporte la Coupe du Rhône-Alpes puis le Championnat de France des réserves professionnelles. Lors de cette dernière compétition, il inscrit un triplé en demi-finale contre l'AJ Auxerre puis les quatre buts de son équipe en finale face au RC Lens. Pour autant, il n'est pas conservé par le club lyonnais pour la saison suivante.
Après de brillantes saisons au FC Sète, ponctuées par un intermède infructueux en Ligue 2 chez les Chamois niortais, il s'engage pour le Nîmes Olympique en 2004.
Dès sa deuxième saison au club, il s'impose comme titulaire indiscutable. Lors des saisons 2005-2006 et 2006-2007 il devient le meilleur buteur du club avec 12 puis 13 réalisations par saison. Il retrouve la Ligue 2 à l'issue de la saison 2007-2008, toujours avec le Nîmes Olympique. Il fête son grand retour au professionnalisme en marquant de manière somptueuse le but de la victoire pour son équipe, le 29 août 2008 lors d'un déplacement à Troyes. Peu aligné en équipe première lors de la saison 2009-2010, son contrat n'est pas prolongé et il quitte le club en juin 2010.
En juillet 2010, il signe au Gazélec Ajaccio en Championnat de France amateur de football. Au bout de sa première saison au Gaz', le club termine premier de son groupe et est promu en National. À l'issue de la saison 2011-2012, le club se voit à nouveau promu, cette fois-ci en Ligue 2. Pour cette saison de D2 2012-2013, il est titulaire à 24 reprises dans le 11 de départ au sein de l'équipe de Jean-Michel Cavalli, entraîneur qu'il avait déjà connu au Nîmes Olympique. Pour autant, l'équipe termine l'exercice à la dernière place. De retour en National dès août 2013, il n'est que peu aligné par Thierry Laurey et ne participe que sporadiquement a la remontée du club en Ligue 2 pour 2014-2015